# 奥西良博阿镇
奥西良博阿镇是葡萄牙布拉干萨区的一个堂区。总面积7.63平方公里，总人口195人，人口密度25.6人/平方公里。